# Jan Skalik
Jan Skalik (ur. 30 kwietnia 1943 w Pionkach) – polski inżynier, ekonomista, dr hab. profesor zwyczajny Instytutu Organizacji i Zarządzania Wydziału Zarządzania, Informatyki i Finansów Uniwersytetu Ekonomicznego we Wrocławiu.

## Życiorys
W 1967 ukończył studia w Wyższej Szkole Ekonomicznej we Wrocławiu. W 1972 obronił pracę doktorską, w 1980 uzyskał stopień doktora habilitowanego. 12 listopada 1991 nadano mu tytuł profesora w zakresie nauk ekonomicznych. Pracował na stanowisku profesora w Instytucie Organizacji i Zarządzania na Wydziale Zarządzania, Informatyki i Finansów Akademii Ekonomicznej im. Oskara Langego we Wrocławiu, Katedrze Zarządzania w Wyższej Szkole Zarządzania i Finansów we Wrocławiu, oraz w Wyższej Szkole Bankowej we Wrocławiu.
Objął funkcję profesora zwyczajnego Instytutu Organizacji i Zarządzania Wydziału Zarządzania, Informatyki i Finansów Uniwersytetu Ekonomicznego we Wrocławiu, a także kierownika Katedry Zarządzania Wyższej Szkoły Bankowej we Wrocławiu.

## Publikacje
- 2002: Polscy kierownicy w procesie zarządzania zmianą. Spostrzeżenia z badań na terenie Dolnego Śląska[1]
- 2002: Podejście zasobowe w procesie formułowania strategii przedsiębiorstwa[1]
- 2007: Human Factor in Managing Projects[1]
- 2007: Total Quality Management jako program zarządzania przez jakość w opiece zdrowotnej - szanse i bariery w kontekście przemian w ochronie zdrowia[1]
- 2009: Sukces w zarządzaniu zagrożonymi organizacjami[1]